# Villelongue-dels-Monts
Villelongue-dels-Monts (in catalano Vilallonga dels Monts) è un comune francese di 1 472 abitanti situato nel dipartimento dei Pirenei Orientali nella regione dell'Occitania.

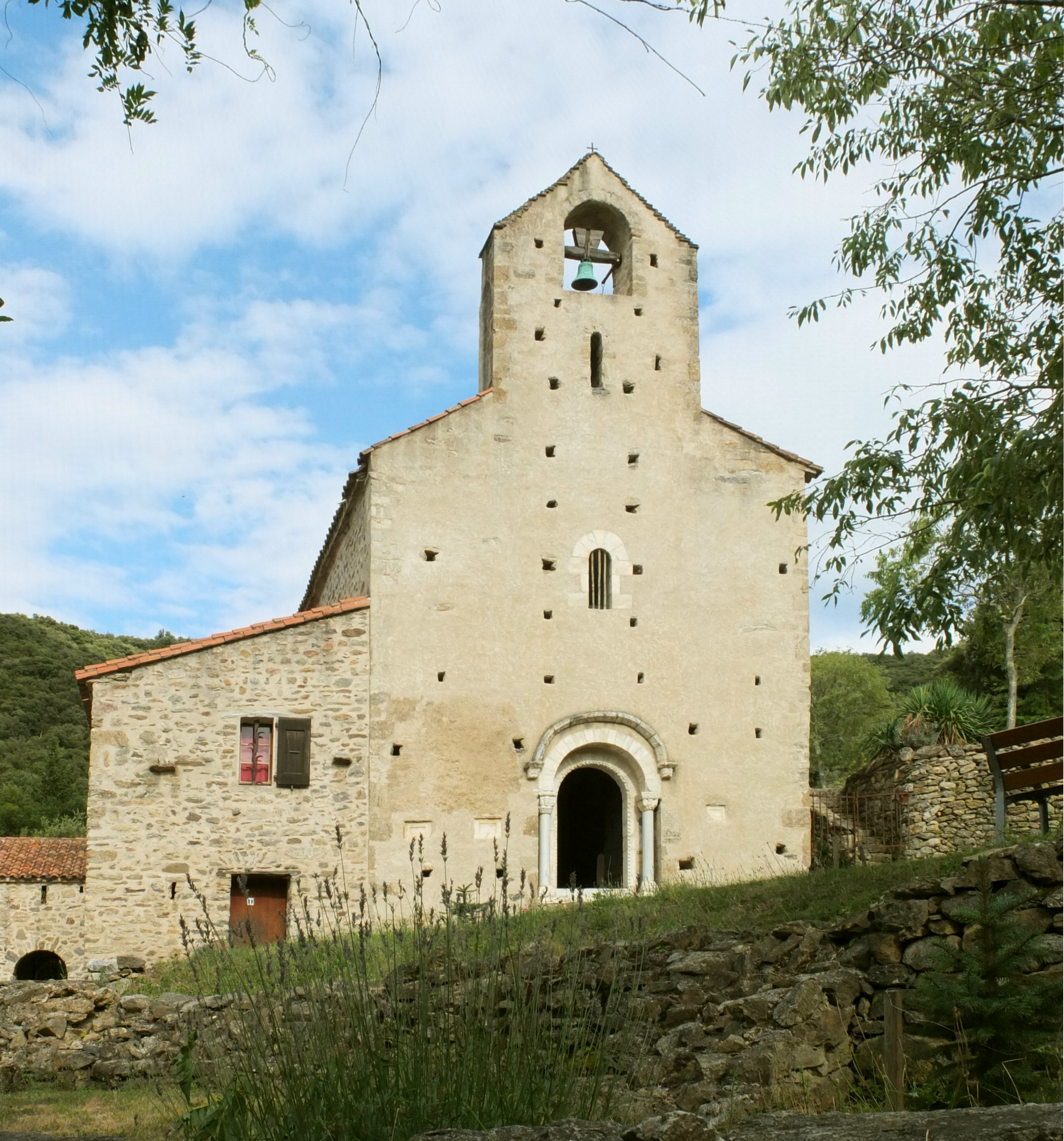
Santa Maria del Vilar
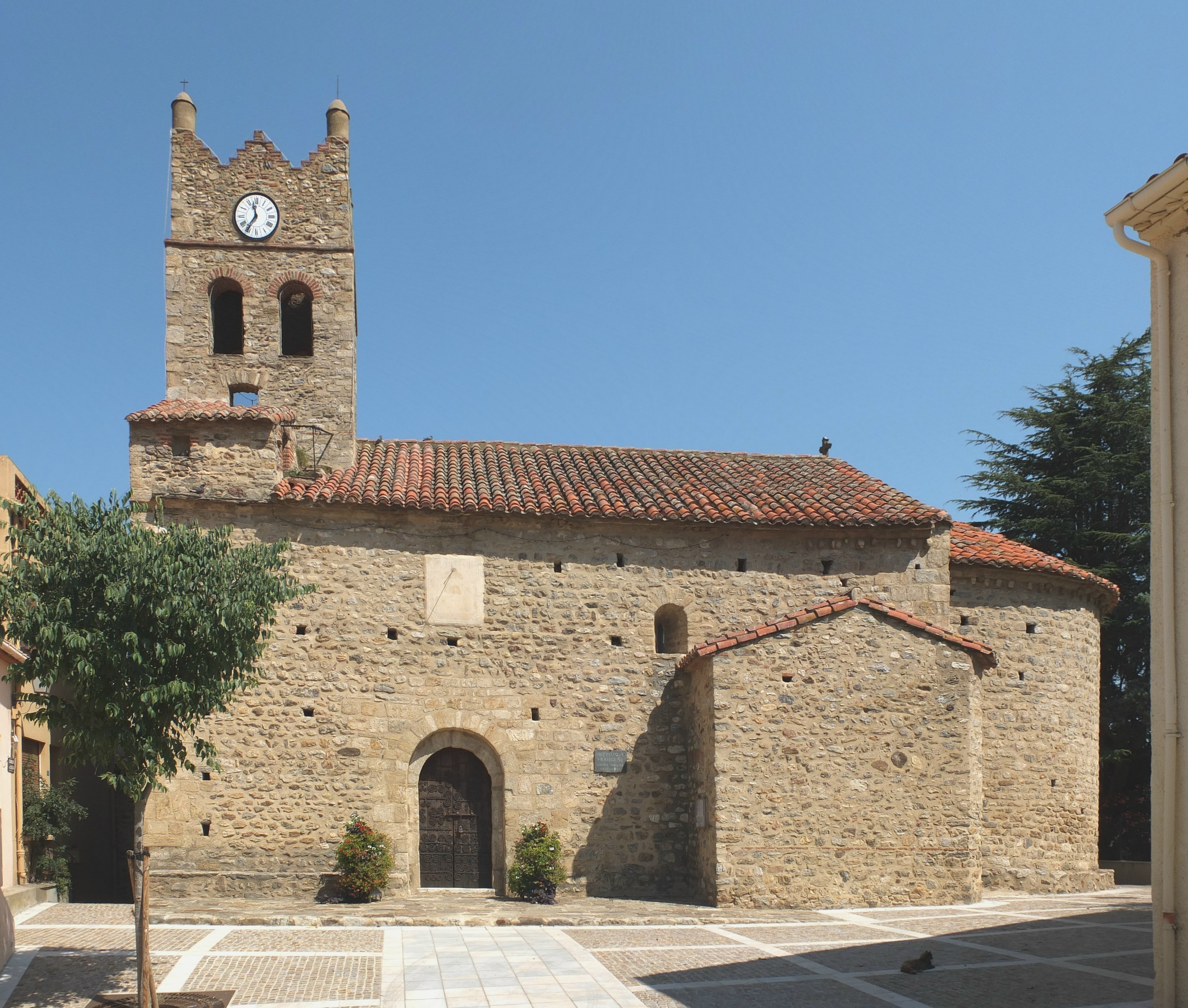
Église Saint-Étienne

## Società

### Evoluzione demografica
Abitanti censiti